# Euacidalia oriochares
Euacidalia oriochares là một loài bướm đêm trong họ Geometridae.